# 幾何分佈
在概率论和统计学中，幾何分佈（英語：Geometric distribution）指的是以下两种離散型機率分布中的一种：
- 在伯努利試驗中，得到一次成功所需要的試驗次数{\displaystyle X}。{\displaystyle X}的值域是{ 1, 2, 3, ... }
- 在得到第一次成功之前所经历的失败次数{\displaystyle Y=X-1}。Y的值域是{ 0, 1, 2, 3, ... }

实际使用中指的是哪一个取决于惯例和使用方便。
这两种分布不应该混淆。前一种形式（{\displaystyle X}的分布）经常被称作shifted geometric distribution；但是，为了避免歧义，最好明确地说明取值范围。
如果每次试验的成功概率是{\displaystyle p}，那么{\displaystyle k}次试验中，第{\displaystyle k}次才得到成功的概率是，
{\displaystyle \Pr(X=k)=(1-p)^{k-1}\,p\,}
其中{\displaystyle k=1,2,3,\ldots }.
上式描述的是取得一次成功所需要的试验次数。而另一种形式，也就是第一次成功之前所失败的次数，可以写为，
{\displaystyle \Pr(Y=k)=(1-p)^{k}\,p\,}
其中{\displaystyle k=0,1,2,3,\ldots }
两种情况产生的序列都是几何数列。这是几何分布的名字来源。
比如，假设不停地掷骰子，直到得到1。投掷次数是随机分布的，取值范围是无穷集合{ 1, 2, 3, ... }，并且是一个{\displaystyle p={\frac {1}{6}}}的几何分布。

## 性质
呈几何分布的随机变量X的期望值是1/p，方差是 （1-p)/p2:
{\displaystyle \mathrm {E} (X)={\frac {1}{p}},\qquad \mathrm {var} (X)={\frac {1-p}{p^{2}}}.}
幾何分布具有非記憶性的性質（Memoryless Property，又稱遺失記憶性）
這表示如果一個隨機變數呈幾何分布，它的條件機率遵循：
{\displaystyle P(T>s+t\;|\;T>t)=P(T>s)\;\;{\hbox{for all}}\ }s, t ∈ℕ.

## 记号
若随机变量{\displaystyle {\mathit {X}}}服从参数为{\displaystyle {\mathit {p}}}的几何分布，则记为{\displaystyle X\sim G(p)}.

## 用途
在重复多次的伯努利試驗中，试验进行到某种结果出现第一次为止，此时的试验总次数服从几何分布，如：射击，首次击中目标时的次数。